# Муляр Іван Степанович
Іван Степанович Муляр (нар. 21 березня 1944, місто Кам'янець-Подільський, тепер Хмельницької області) — український радянський діяч, токар, фрезерувальник Кам'янець-Подільського електромеханічного заводу Хмельницької області. Депутат Верховної Ради УРСР 9—10-го скликань.

## Біографія
Закінчив семирічну школу. Трудову діяльність розпочав на Кам'янець-Подільському соко-морсовому заводі, потім працював підручним робітником на будівництві Кам'янець-Подільського електромеханічного заводу.
Освіта середня. Закінчив Кам'янець-Подільську вечірню середню школу.
З 1962 року — свердлувальник, шліфувальник, токар-револьверник, а з 1977 року — фрезерувальник Кам'янець-Подільського електромеханічного заводу Хмельницької області.
Потім — на пенсії в місті Кам'янці-Подільському Хмельницької області.

## Нагороди
- орден Трудового Червоного Прапора
- ордени
- медалі